# Potamophloios symoensi
Potamophloios symoensi är en svampdjursart som först beskrevs av Brien 1967.  Potamophloios symoensi ingår i släktet Potamophloios och familjen Potamolepiidae.
Artens utbredningsområde är havet utanför Kongo-Brazzaville och Kongo-Kinshasa. Inga underarter finns listade i Catalogue of Life.